# Helichrysum sclerochlaenum
Helichrysum sclerochlaenum là một loài thực vật có hoa trong họ Cúc. Loài này được Sch.Bip. ex Moeser mô tả khoa học đầu tiên năm 1910.